# Orbiter
Orbiterはフリーウェアのスペースフライトシミュレーターである。ニュートン力学にもとづく現実的な宇宙飛行のシミュレータであり、2000年11月27日のリリースから現在に至るまで開発が続けられている。2016年8月30日、2010年以来となる最新バージョンのOrbiter2016が公開された。
Orbiterは、ユニヴァーシティ・カレッジ・ロンドンのコンピューターサイエンス学部に在職する上級研究員のMartin Schweiger博士によって開発されている。当時のスペースフライトシミュレータには現実の物理法則にもとづくフライトモデルが存在しなかったため、博士は楽しみながら物理学について学べるようなシミュレータを制作しようと考えた。Orbiterは学校において教材として利用されており、またアドオン製作者のコミュニティによって数多くのアドオンが制作され、ユーザーは実在・架空の宇宙船を飛ばせるだけでなく、新しい惑星や惑星系を追加することもできるようになっている。 

## 概要

### 特徴
Orbiterは現実の物理法則を再現したシミュレータであり、ユーザーは多種多様な宇宙船によって太陽系を探索することができる。宇宙船にはスペースシャトル「アトランティス」のような実在のものだけでなく、"Delta-glider"のような架空のものも含まれる。Schweiger博士は初心者でも比較的簡単に飛行できるように、架空の宇宙船を同梱することにした。Orbiterは実在する宇宙飛行ミッションを再現できるだけのリアリズムを有しているが、架空の宇宙船を使って、現時点では有人飛行が実現できないような惑星を探索できるだけの自由度も備えている。 
Orbiterでは宇宙船のエンジンを推力と推進剤の総量だけで定義しており、ソーラーセイルから、一般的なロケットエンジン、核分裂・核融合による未来的なエンジンまで再現することができる。大気圏内での挙動から惑星間飛行までがサポートされており、軌道を周回することも弾道飛行を行うこともできるが、衝突判定は宇宙船と惑星のあいだでしか実装されていない。宇宙ステーションや宇宙船とのドッキングも再現されており、また人工衛星とランデブーして回収することもできる。ユーザーが軌道上に新しく宇宙ステーションを建造することもできる。
Orbiterでは、太陽、8つの惑星、それらの主要な衛星を含めた太陽系が再現されている。多くの準惑星、小惑星、彗星などはアドオンで追加することができる。Orbiterには10万を超える恒星のデータベースが搭載されているが、これらは背景として表示されるだけであり、現時点では恒星間航行は不可能である。プラネタリウムモードでは黄道と天球のグリッド表示に加えて、星座などを星々に重ねて表示することができる。また、プラネタリウムモードでは惑星、月、宇宙船などの位置と名称が距離に応じて表示される。このほかに、都市や歴史的な地名、地形、その他の名所を惑星上に表示することもできる。
Orbiterでは、ふたつのマルチファンクションディスプレイとヘッドアップディスプレイが標準的なユーザーインターフェイスとして採用されている。それぞれ複数のモードを切り換えることが可能で、キーボードかマウスによって操作される。Orbiterではこれ以外の操作パネルや計器もサポートされており、3Dのバーチャルコクピットと2Dの計器パネルを使用することもできる。プレイヤーはマウスによってこれらのパネルを操作することができ、宇宙船ごとに異なる複雑な操縦システムを実装可能である。バーチャルコクピットが追加された船では、プレイヤーはパイロットの視点で自由に周囲を見回すことができる。060929パッチ以降のバージョンでは、TrackIRの使用がサポートされており、プレイヤーの頭の動きに合わせてゲーム内の視点を移動させることもできる。

### リアリズム
Orbiterはより現実的なシミュレータをめざして開発されており、惑星の動き、重力の効果（非球対称な重力を含む）、自由空間、大気圏内のフライトや軌道減衰までもが再現されている。太陽系における惑星の位置はVSOP87によって計算されているが、地球―月に関してはELP2000のモデルによってシミュレートされている。再現されているのはニュートン力学だけであり、相対論的効果は存在しない。したがって、相対論的効果による時間の遅れはシミュレートされていない。ただし、これが観測できるような状況はきわめてまれである。
デフォルトのOrbiterでは音声が再生されないが、OrbiterSoundというアドオンが利用可能である。これを導入すれば、エンジンノイズや船内の環境音、地上との交信やmp3のプレイリストなどを聞くことができる。宇宙で船外から宇宙船を眺めたときには、現実の宇宙空間のように音声が再生されないよう設定することもできる。

## 同梱されている宇宙船
Orbiterの標準的な配布ファイルには、以下の（実在及び架空の）宇宙船・宇宙ステーションが含まれている。

### 実在する宇宙船
スペースシャトル・「アトランティス」Orbiterには、NASAでは公式に退役したスペースシャトル「アトランティス」が同梱されている。アドオンを除いては、Orbiterで利用可能な唯一の実在機である。
宇宙ステーション「ミール」歴史的に有名なロシアの宇宙ステーションである。現実の「ミール」と異なり、落下することなく黄道面に近い軌道を周回している。これは初期のOrbiterにおいて、宇宙ステーションでのドッキングによって宇宙船に推進剤が自動補給されるようになっており、「ミール」が惑星間航行の出発点として想定されていたためである。シナリオエディタを使えば、現在でも航行中およびドッキング中に燃料補給をすることはできる。また、「ミール」を史実通りの軌道に移動させることも可能である。
国際宇宙ステーション完成した状態で、現実のそれに近い軌道を周回している。ただし、実際のISSには設置されなかったモジュールも含まれている。
ハッブル宇宙望遠鏡現実のハッブル望遠鏡を模したモデルであり、Orbiterではスペースシャトル「アトランティス」とともに用いられる。
長期暴露実験施設(LDEF)ハッブル望遠鏡と同様に、Orbiterにおけるスペースシャトルのペイロードである。

### 架空の宇宙船
Delta-glider Mk.4デルタ翼のスペースプレーンであり、操縦が容易なためOrbiterの初心者に適している。推進剤を減らしてスクラムジェットを搭載したDelta-glider-Sという派生機がある。Delta-gliderは地球から火星まで航行可能であり、これを用いて惑星間ミッションを練習することができる。また、単段式宇宙輸送機としての能力がある。
Shuttle-A小型の宇宙輸送機であり、合計120トンの6個の貨物コンテナを運搬できる。船体のデザインは空力を考慮していないため、月および火星において用いられる。貨物を積載していない状況であれば地球からの打ち上げおよび地球への着陸も可能であるが、大気からの揚力を得られないため、地球の重力と濃い大気によって飛行は困難である。ただし、貨物コンテナには自動的に展開するパラシュートが内蔵されている。パラシュートを使えば、月面基地から地球上にコンテナを投下する輸送ミッションをシミュレートすることができる。大きな慣性と空力特性によって、大気圏内での飛行はDelta-gliderにくらべて難しい。
Shuttle-PB小型の個人用宇宙船であり、現実離れした高い能力を持つ。この機体は主に、アドオン開発者のためのSDKの一例として作られており、ほかの機体のような2D・3Dコクピットや可動部分を持たないシンプルなデザインである。
Dragonfly宇宙ステーションの建造に用いられる有人の宇宙タグボートである。Orbiterの他の機体に比べて複雑なサブシステムをいくつも搭載しており、OrbiterのSDKの技術的な可能性を示す模範的な機体である。現在の技術レベルを反映したフライトモデルを採用しており、実在する宇宙船にもっとも近い性能となっている。
Luna-OB1月軌道に配置された架空の車輪状宇宙ステーションであり、「2001年宇宙の旅」の冒頭に登場する宇宙ステーション5がモデルとなっている。ステーション自体が回転しているため、ドッキングは非常に難しい。
Carina架空の小型科学衛星であり、Orbiterにおいてスペースシャトルのペイロードとして用いられる。現時点では一切の移動能力を持たない。アリアン4から打ち上げられたARDというヨーロッパの再突入実験カプセルがモデルとなっている。

## Orbiterのアドオン
ソースコードの改変は不可能だが、ユーザーはAPIを利用してアドオンを制作できるようになっている。ソ連のボストーク宇宙船からマーキュリー計画、アポロ計画など幅広い宇宙船がアドオンとしてダウンロードできる。ほかにはOrbiterの標準的な宇宙船の外観や複雑な内部システムを改変・追加したアドオンも数多く存在する。これらの機体には、DeltaGliderIVやXRシリーズの宇宙船などがある。 
これら以外にも、地上基地、特殊な機能を持つMFD、シミュレーションのメニューを拡張するもの、宇宙ステーション、惑星、ほかの太陽系などを追加するアドオンがある。Orbiter2006以降では、シナリオエディターが同梱されており、これ自体もアドオン機体の特殊機能をサポートするよう拡張することができる。

### マニュアルおよび技術文書
- Orbiter: Manual - 2010のOrbiterマニュアル。
- Orbiter2016: ソース - Orbiter2016のソースファイル(オープンソース化された)。
- Orbiter: A Free Spacecraft Simulation Tool (.PDF) (.PPT)  -欧州宇宙技術研究センターにおける2nd ESA Workshop on Astrodynamics Tools and Techniquesで発表された、Orbiterの開発者によるプレゼンテーション。
- Spacecraft simulation and visualisation with Orbiter 2006 (.PDF) (12 MB PPT) - 欧州宇宙技術研究センターにおける3rd International Workshop on Astrodynamics Tools and Techniquesで発表された、開発者によるOrbiterの技術的な進化についてのプレゼンテーション。
- Paton, M (2007), “Landing humans on Mars: Virtual prototyping of a piloted Mars Lander” (PDF). 2009年3月19日時点のオリジナルよりアーカイブ。2008年6月28日閲覧。ダラスにおけるInternational Space Development Conference (ISDC) 2007で発表された。

### レビューおよびインタビュー記事
- Review: Orbiter space flight simulator on The Space Review
- Techhaze interview with creator Martin Schweiger